# ВАЗ-2801
ВАЗ-2801 — радянська експериментальна модель електромобіля, випущена малою серією, призначена для перевезень невеликих партій вантажів.

## Виробництво та експлуатація
У 1975 році на базі універсала ВАЗ-2102 було виготовлено 2 дослідні зразки з кузовом фургон, яким було присвоєно індекс 21029. Після кількох років випробувань до 1981 року було випущено пробну партію електромобілів у кількості 47 шт. Ці машини були відправлені споживачам до Москви, Тольятті, на українські підприємства, кілька екземплярів використовувалися для доставки гарячого харчування на території автозаводу .

## Конструкція
Електромобіль був двомісний фургон з гофрованими фільонками замість задніх вікон, задні бічні двері були відсутні. На місці задніх правих дверей знаходився технологічний люк для доступу до тягових акумуляторів.
Потужність двигуна становила 25 кВт, який живився від нікель-цинкових акумуляторних батарей ємністю 125 А·г загальною вагою 380 кг, встановлених на додаткову алюмінієву раму. Запас ходу за швидкості 40 км/год сягав 110 км, за іншими даними — 80 км. Максимальна швидкість до 60 км/год (за іншими даними 87 км/год). Вантажопідйомність складала за різними даними 240 кг або 340 кг .